# Найвисокогірніші населені пункти України
Найвисокогірніші населені пункти України - поселення, які розташовані на висоті понад 1000 м.
В Інтернеті можна зустріти чимало різних статтей та відео про високогірні пункти України і багато з них названі найвисокогірнішими.
Андрій М'язик провів власне дослідження топографічної карти і склав такий перелік поселень, де будівлі розташовані на висоті більше 1 км.
Зазвичай населенні пункти в українських Карпатах розташовані в улоговинах, долинах. Тому вони можуть бути доволі низько, а поруч гори сягати великої висоти. По-іншому селились гуцули - там навпаки багато хуторів чи навіть поодиноких хат побудовано на полонинах, на хребтах та верхах гір. Тому саме на Гуцульщині, у районі протікання рік Білий та Чорний Черемош, особливо у їх межиріччі розташовані найвисокогірніші обійстя та ґражди. Визначити який з хуторів у тому регіоні знаходиться вище досить складно. Не легше і дізнатись назви тих поселень, хуторів та присілків.
Цікавою особливістю також є розташування великої кількості сироварень, коровників та гірських притулків для чабанів на півдні Гуцульщини. Зокрема, велика їх концентрація навколо села Явірник (Шибене). На межі Івано-Франківщини та Румунії такі вимушені традиційні крафтові виробництва та пасовища знаходяться на висотах півтори кілометра. Розташовані вони на таких полонинах: Гропа, Щівник, Радуль, Поливний, Регєска Велика, Берческа, Керничний, Ледескул, Старостая, Чурус, Мількова, Лостун. У місцевих чабанів туристи можуть придбати вурду, ягоди, гриби, тощо.

## Населені пункти Українських Карпат
- В урочищі Баласівка, що у селі Орявчик, хати побудовані на висоті 940-1010 м над рівнем моря.
- Село Свобода розташоване на середній висоті 960 м (від 910 до 1010 м) над рівнем моря.
- Окремі будівлі сіл Великий Ходак та Красник знаходяться на висоті дещо вище 1 км.
- За 7,3 км від центру поселення Буркут у напрямку проти течії ріки Чорний Черемош, на висоті 1025 м знаходиться закинутий гірський притулок.
- Село Загорб лежить на висоті 850-1030 м. Центральна частина - на висоті 950 м.
- Помешкання села Сеньківське побудовані на висоті 910-1040 м, середня висота поселення становить 980 м, центр - на висоті 1010 м.
- Поодинокі будівлі на північ від сіл Розтоки, Видричка та Богдан Рахівського району знаходяться на висоті до 1050 м.
- Хутір Калиничі (нежилий), адміністративно належить до села Сарата, розташований на висоті 1050 м.
- Хутір Кремениця (жилий) села Голови розташований на висоті 1050 м.
- Будівлі в урочищі Штефулець, що за 10 км на південний схід від села Буркут, побудовані на висоті 1060-1070 м.
- Найвисокогірніша та найвіддаленіша прикордонна застава в Україні - "Калиничі" - знаходиться на висоті 1070 м над р.м. в улоговині потічка Перкалаб. Територіально відноситься до села Сарата Селятинської громади, що на Буковині.
- Хати деяких присілків села Снідавка стоять на висоті до 1090 м.
- Село Андреківське розташоване на висоті близько 1 км (від 950 до 1090 м).
- Село Береги розміщене на середній висоті 1000 м (від 910 до 1090 м), але центральна частина поселення - на висоті 1080 м. Воно є найвисокогірнішим населеним пунктом Закарпаття.
- Притулок на полонині Ротундул (взимку зачинений) села Волова знаходиться на висоті 1080-1100 м.
- Помешкання села Кривопілля у районі Кривопільського перевалу знаходяться на висоті 960-1100 м, хати на хуторі Буков'ян - на висоті 1000-1070м., але центр села приблизно на висоті 810 м.
- Деякі хати села Дземброня розташовані на висоті 1100 м, середня висота села 900 м.
- Закинута прикордонна застава "Аргунь", що за 13 км проти течії ріки Чорний Черемош від центру поселення Буркут, розташована на висоті 1100 м.
- Хутір Панюки села Шепіт побудований на висоті 940-1110 м.
- Хати на хуторі Стайки (жилий) села Плай стоять на висоті 940-1110 м.
- Хутір Буковинка (жилий) села Синевирська Поляна зі середньою висотою 1070 м (від 1020 до 1110 м) являється найвисокогірнішим місцем на Закарпатті, де постійно проживають люди.
- Хутір Бубки села Бережниця знаходиться на висоті до 1130 м. Цікавою особливістю хутора є те, що його помешкання адміністративно відносяться до трьох населених пунктів.
- Деякі хати на північно-західних хуторах села Гринява розкинуті на висоті до 1150 м, центр села - на висоті лише 680 м.
- Помешкання на перевалі Джогіль побудовані на висоті до 1170 м, адміністративно належать до села Шепіт.
- Будівлі в урочищі Лустун, що за 19 км потічком Чорний Черемош на південний схід від села Буркут, розташовані на висоті 1185 м
- Хутори села Рипень з невідомими назвами у напрямку села Випчина, знаходяться на висоті від 1040 до 1200 м.
- Хутір Великий Присліп села Віпче розташований на висоті 1100-1200 м.
- Село Стовпні (фактично кілька жителів у 2022р.) розташоване на висоті 1100-1200 м.

Село можна вважати третім за середньою висотою та третім за абсолютною висотою населеним пунктом України. Ймовірно, це найвище місце на Івано-Франківщині, де постійно проживають люди.
- Хутір Буковинка (нежилий) села Голови розташований на висоті 1240 м.
- Хутір Чемірний (нежилий) села Буркут, розташований на висоті 1240 м.
- Одиноке обійстя на полонині Козубейка в околицях села Грамотне побудована на висоті 1250 м.
- Центр Села Сарата (фактично проживає з 10 людей, 2022р.) знаходиться на висоті 1085 м, середня висота - 1185 м, найвищі помешкання - на полонині Роман на висоті до 1250 м. Ще є будівлі на висоті 1330м.

Село вважається другим за середньою висотою та другим за абсолютною висотою населеним пунктом України. Однак, воно є найвищим серед тих, де постійно проживають люди.

Поселення також є і найвіддаленішим з усіх сіл Українських Карпат. До найближчого - села 16 км. ґрунтовими дорогами. Іншим віддаленим селом, де ще проживають люди є поселення Фальків, що за 15 км від найближчого населеного пункту Долішній Шепіт, однак розташоване воно на висоті лише 665 м над р.м..
- Село Випчина (фактично нежиле, 2022р.), яке де-факто є присілком селища міського типу Путила, розташоване на середній висоті 1240 м. Поселення вважається найвисокогірнішим (за середньою висотою) населеним пунктом України, проте його важко назвати населеним пунктом, оскільки там залишилось три хати та церква (найвисокогірніша в Україні) і жодного мешканця.

Саме тому, що на хуторі є церква, він і має статус окремого населеного пункту. Адже колись селом вважалося поселення з церквою, а хутором - без церкви. Яким чином там була збудована церква, не відомо.
- Хутір Старий, який є присілком села Грамотне, розташований на висоті 1220-1280 м.
- Будівлі на полонині Кремениця села Голови розташований на висоті 1020-1290 м.
- Три будівлі (ймовірно колишнього хутора) на однойменній полонині хребта Максимець стоять на висоті 1250-1290 м. Адміністративно це землі села Голошина.
- Хутір Лудова (нежилий) села Пробійнівка на висоті 1250 м. Зі західної сторони гори Лудова є корівники на висоті до 1300 м та адміністративно відносяться до села Зелене.
- Кілька будівель між хребтами Яровець та Микитини, що відносяться до села Верхній Яловець розташовані на висоті 1280-1320 м.
- Колиба вівчарів на полонині Гостовець, що на землях села Голошина, знаходиться на висоті 1345 м.
- Три садиби на полонині Гаїчина, що відносяться до села Пробійнівка побудовані на висоті 1360 м.
- Гірськолижний курорт Драгобрат, що належить до селища Ясіня розташований на висоті 1220-1370 м над р. м.
- Гірський притулок "Ялинкова хата" розташований на полонині Щівник на висоті 1360-1380 м. Це одне з найвіддаленіших, проте доглянутих місць, де можна заночувати, приготувати їжу та помитись. Знаходиться в Івано-Франківській області на межі із Закарпаттям, за 9,6 км фізичної відстані на захід від села Явірник. Рекомендовано заходити зі села Дземброня.
- На полонині Дуконя на висоті 1380 м над р.м. розташований Свято-Троїцький монастир ПЦУ.
- На полонині Прелучний, що на висоті 1380 м, можна завітати у турпритулок "Прелучний". Знайти його можна за координатами 
47°47'26"N 24°55'23"E. Найближче знаходиться хутір Перкалаба, що на ріці Білий Черемош.
- Хата, за адресою (згідно публічної кадастрової карти): село Верхній Яловець, вулиця Зелена, 25, що у сідловині між хребтами Яровець та Томнатикул, знаходиться на висоті 1410 м. Поруч, за 200 м на північ, стоїть колиба на висоті 1365 м. Таким чином село можна вважати першим за абсолютною висотою населеним пунктом України. До речі, середня висота поселення 980 метрів над рівнем моря.
- Дві хати на полонині Тарниця, що на землях села Пробійнівка знаходяться на висоті 1250-1270 м та нежитлова будівля (колиба для вівчарів та туристів) - на висоті 1425 м.
- Нежитлові будівлі (можливо, літні помешкання вівчарів) на полонині Чорал, що найближче до села Грамотне знаходяться на висоті 1425 м.
- Прихисток на полонині Копилаш Великий, що за межами населеного пункту Грамотне знаходяться на висоті рівно 1500 м.
- Каплиця на полонині Радуль, що в закутку між Закарпатською, Івано-Франківською областями та Румунією (землі за межами села Явірник), знаходиться на висоті 1540 м. Ймовірно, це найвисокогірніша каплиця в Україні. Там же, дещо нижче є корівник та хата чабанів.
- Спостережний пункт Державної прикордонної служби України можна зустріти на висоті 1556 м над р.м. Знаходиться він на горі Роги, що на південний захід від села Явірник.
- На горі Томнатик, поблизу села Сарата на висоті 1530-1565 м розташована закинута радіолокаційна станція "Памір".
- Найвища споруда, де проживали люди, знаходиться на горі Попіван Чорногірський - метеорологічна обсерваторія, побудована на висоті 2002 м.
Це, майже не враховуючи численні поодинокі колиби в горах для туристів та вівчарів.

### Цікаво знати
У цей перелік не потрапило жодне поселення Львівщини. На території області найвище проживають люди в урочищі Баласівка, яке знаходиться на одноіменній горі заввишки 1015 м. Хати побудовані на висоті 940-1010 м над рівнем моря.
Цікавою особливістю цього поселення є те, що це один з наймолодших хуторів України, адже всі будівлі збудовані після 2000-го року. Присілок адміністративно належить до села Орявчик.
Найвисокогірнішим населеним пунктом Львівської області є село Тисовець, яке знаходиться поруч з хутором Баласівка. Поселення лежить на висоті 900 м.
Це село теж має особливість - у ньому не проживають люди, оскільки воно фактично є навчально-спортивною базою.

## Населені пункти Кримських гір
У Криму є лише одне поселення, яке знаходиться на висоті понад 1 км. Але якщо врахувати, що за якигось 5 км фізичної відстані - море - вражає.
- Селище Охотниче знаходиться на висоті 1170 м.

## Додаткові джерела
- У найвисокогірнішому в Україні селі живуть три родини й самотній 83-річний чоловік. Gazeta.ua (укр.). 12 жовтня 2011. Про хутір Верхній Присліп

2. https://panorama.if.ua/2020/05/дземброня-найвище-село-в-україні-вр/ /Дземброня/
3. https://acc.cv.ua/news/chernivtsi/do-nih-ne-doyizhdzhae-ni-shvidka-ni-pozhezhniki-yak-zhivut-visokogirni-sela-bukovini-video-50967 /Петраші/
4. https://pik.net.ua/2021/08/06/u-hmarah-chy-korystuyetsya-populyarnistyu-u-turystiv-najvysokogirnishe-selo-v-ukrayini-video/ /Дземброня/
5. https://acc.cv.ua/news/chernivtsi/naybilsh-snizhne-selo-i-nayvische-derevo-cikavi-fakti-pro-karpati-39125 /Випчина/
6. https://www.radiosvoboda.org/a/30239975.html /Випчина/
7. https://xn--c1afrs9etbc.com/35/синевирська-поляна/4233/Буковинка-%E2%80%93-найвисокогірніший-населений-пункт-України /Буковинка/
8. https://www.bbc.com/ukrainian/features-59186134 /Буковинка/
9. https://www.sada-elarab.com/upload/libfiles/0/0/17.htm?video=-Bw5Hg8sI_0 /Сарата/
10. Село без людей Віпчина, де править Московський батюшка, процитовано 22 вересня 2022 Про село Випчина
11. https://www.sada-elarab.com/upload/libfiles/0/0/17.htm?video=79D2MMQXhto /Чемірний/
12. https://www.sada-elarab.com/upload/libfiles/0/0/17.htm?video=_8D7TgY-Sr8 /Дуконя/
13. https://firtka.if.ua/blog/view/na-prikarpatti-v-monastiri-iakii-ranishe-pidporiadkovuvavsia-mp-sviashchenniki-ptsu-proveli-pershu-sluzhbu-bozhu /Дуконя/
14. https://zakarpattya.net.ua/News/113917-Naivysokohirnishi-tserkvy-Zakarpattia-roztashovani-na-vysoti-ponad-800-metriv-nad-rivnem-moria /Сарата/
15. https://pravda.if.ua/stovpni-yak-zhyve-zakynute-selo-pryvyd-v-karpatah-v-yakomu-praktychno-nemaye-lyudej-video/ /Стовпні/
16. https://www.sada-elarab.com/upload/libfiles/0/0/17.htm?video=7pT2wEBojJw /Бісків, хутір Лубок/
17. https://www.facebook.com/preluchniy
18. https://karpaty.rocks/polonyna-radul
19. https://verkhovyna.life/shchivnyk
https://gazeta.ua/articles/regions/_najcikavishi-fakti-pro-naseleni-punkti-ukrayini/735560 Цікава статистика про населені пункти України